# Kun'yomi
 (septembre 2014).
Si vous disposez d'ouvrages ou d'articles de référence ou si vous connaissez des sites web de qualité traitant du thème abordé ici, merci de compléter l'article en donnant les références utiles à sa vérifiabilité et en les liant à la section « Notes et références ».
 (septembre 2014).
- Si vous ne connaissez pas le sujet, laissez ce bandeau (vous pouvez alors contacter les auteurs).
- Si vous supprimez le contenu mis en cause (vous pouvez préalablement contacter les auteurs),

argumentez précisément cette suppression dans la page de discussion
(un manque de référence n'est pas un argument ; une recherche réelle de référence doit avoir été effectuée, être formellement documentée).
La lecture kun ou kun'yomi (訓読み, lecture sémantique) d'un kanji est une lecture dont la sémantique reste issue du chinois, mais la prononciation est historiquement japonaise, contrairement au on'yomi (音読み, « lecture phonétique ») dont la prononciation est également chinoise. Lors de l'introduction de l'écriture au Japon par les moines bouddhistes chinois, au VIe siècle, celle-ci fut utilisée pour transcrire la langue japonaise. En effet, les caractères japonais de type kanji (transcription japonaise du terme hanzi : chinois simplifié : 汉字 ; chinois traditionnel : 漢字 ; pinyin : hànzì ; litt. « caractère han ») sont historiquement des sinogrammes han : ils véhiculent un sens, que ce soit via un pictogramme, un idéogramme ou bien un idéophonogramme chinois. Dans le cas de la lecture kun, un kanji conserve le sens du sinogramme dont il est issu, mais remplace sa prononciation par une prononciation japonaise, d'origine plus ancienne.

## Principe
L'utilisation des caractères chinois pour transcrire la langue japonaise pose de grandes difficultés, qui ont aussi été rencontrées pour les transcriptions du mongol et du coréen, toutes dans langues qui ne font pas partie de la famille des langues chinoises. En effet, dans les langues chinoises han, de la famille des langues sino-tibétaines, il n'y a pas de conjugaison, tandis que les langues altaïques en comportent, ainsi que des formes de politesse. Ceci peut être illustré en utilisant des kanjis pour transcrire des mots français. Ainsi, le verbe « manger » pourrait s'écrire « 食er », le kanji 食 se lisant « mang » (attention aux faux-amis, si ce caractère a bien le sens du verbe manger en chinois, il est davantage utilisé aujourd'hui pour désigner la nourriture [ce sens existe aussi en japonais] alors que 吃 est davantage utilisé pour désigner l'action de manger).
Une phrase complète deviendrait alors :
- Je veux 食er une pomme.

Ou bien :
- J'ai déjà 食é.

Lorsque les Japonais ont importé l'écriture chinoise, ils ont appliqué le même principe. Le kanji est utilisé pour transcrire le radical du verbe (lecture kun d'origine japonaise) et les kanas permettent d'écrire la partie variable du verbe. C'est pour cela que, très souvent, un mot constitué d'un kanji et suivi de hiragana doit se lire en lecture kun.

## Exemple de lectureskun

### Verbes
- 食べる (taberu) : manger
- 見る (miru) : voir
- 来る (kuru) : venir

### Noms
- 水 (mizu) : eau
- 松 (matsu) : sapin, ou plus généralement, résineux

### Adjectifs
- 新しい (atarashii) : nouveau (新, shin en prononciation on, comme dans Mainichi Shinbun, 毎日新聞 ; en chinois : měirì xīnwén.
- 高い (takai) : « grand/élevé ».